# Masacre de Jathibhanga
La masacre de Jathibhanga (en bengalí: জাঠিভাঙ্গা হত্যাকান্ড) fue una masacre de población bengalí y rajbanshí en el área de Jathibhanga de la Unión de Shukhan Pukuri, en la subdivisión de Thakurgaon del gran distrito de Dinajpur, el 23 de abril de 1971 por el ejército pakistaní en colaboración con los razakars. Entre los colaboradores, se incluye a miembros de Jamaat-e-Islami, Liga Musulmana y Partido Demócrata de Pakistán. Las víctimas de la masacre fueron todas hindúes. Se estima que más de 3 000 hindúes bengalíes murieron en la masacre en unas pocas horas. 

## Acontecimientos
En la madrugada del 23 de abril, los hindúes de los doce pueblos de Jathibhanga, entre ellos Chawk Haldi, Jagannathpur, Chondipur, Alampur, Gauripur, Milanpur y Shingia partieron hacia la India. En su camino, miles de ellos se reunieron en un lugar al borde del río antes de continuar el viaje. Poco después de su llegada, colaboradores locales con el ejército paquistaní bloquearon sus rutas de salida de Jathibhanga e informaron al ejército. Los hombres hindúes fueron conducidos en procesión hacia los terrenos de Jathibhanga. El ejército paquistaní, que para entonces había llegado en dos camiones militares, obligó a los hindúes que huían a hacer filas y les disparó con ametralladoras. La matanza comenzó por la mañana y continuó hasta la tarde. Después de que los militares se fueron, los colaboradores trasladaron los cadáveres cerca del río Pathraj y los cubrieron con tierra. 
El número de personas asesinadas varía entre 3000 y 5000 según diferentes estimaciones. Sin embargo, generalmente se acepta que más de 3000 personas murieron en la masacre. Se estima que entre 300 y 500 mujeres enviudaron. 

## Monumento
En 2009, el gobierno de Bangladés construyó un monumento en el lugar de la masacre. En 2011, los supervivientes y las víctimas de la masacre organizaron una manifestación de duelo para conmemorar a los muertos, seguida de una reunión de condolencias. Los oradores de la reunión exigieron un juicio para los criminales de guerra.
En agosto de 2011, el gobierno de Bangladés otorgó una compensación única de 2000 BDT a 89 viudas. Touhidul Islam, el director del distrito de Thakurgaon Sadar Upazila, declaró que quinientas viudas de la aldea de Jathibhanga serían incluidas en este plan fase en cada fase.